# Перу (Вермонт)
Перу (англ. Peru) — місто (англ. town) в США, в окрузі Беннінґтон штату Вермонт. Населення — 531 особа (2020).

## Демографія
Згідно з переписом 2010 року, у місті мешкало 375 осіб у 165 домогосподарствах у складі 106 родин. Було 697 помешкань
Расовий склад населення:
| - 94,9 % — білих - 0,8 % — азіатів |

До двох чи більше рас належало 4,0 %. Частка іспаномовних становила 1,3 % від усіх жителів.
За віковим діапазоном населення розподілялося таким чином: 20,8 % — особи молодші 18 років, 62,1 % — особи у віці 18—64 років, 17,1 % — особи у віці 65 років та старші. Медіана віку мешканця становила 47,8 року. На 100 осіб жіночої статі у місті припадало 104,9 чоловіків;  на 100 жінок у віці від 18 років та старших — 102,0 чоловіків також старших 18 років.
Середній дохід на одне домашнє господарство  становив 98 741 долар США (медіана — 82 031), а середній дохід на одну сім'ю — 103 921 долар (медіана — 97 917). Медіана доходів становила 58 472 долари для чоловіків та 37 083 долари для жінок. За межею бідності перебувало 4,9 % осіб, у тому числі 14,3 % дітей у віці до 18 років та 0,0 % осіб у віці 65 років та старших.
Цивільне працевлаштоване населення становило 183 особи. Основні галузі зайнятості: роздрібна торгівля — 21,3 %, будівництво — 15,3 %, освіта, охорона здоров'я та соціальна допомога — 14,8 %.